# Gottfried Münzenberg
Gottfried Münzenberg (Nordhausen, Alemania; 17 de marzo de 1940) es un físico alemán.
Estudió física en la Justus-Liebig-Universität de Giessen y en la Leopold-Franzens-Universität de Innsbruck, completando sus estudios con un doctorado en la Universidad de Giessen, Alemania, en 1971. En 1976 pasó a formar parte del departamento de física nuclear en el GSI, en Darmstadt, dirigido por Peter Armbruster. Desempeñó un papel importante en el experimento SHIP, el "Separador de Productos de Reacción de Iones Pesados" (Separator of Heavy Ion Reaction Products, en inglés). Fue el impulsor del descubrimiento de la fusión fría de iones pesados y del descubrimiento de los elementos bohrio (Bh, Z=107), meitnerio (Mt, Z=108), hassio (Hs, Z=109), darmstadtio (Ds, Z=110 ), roentgenio (Rg, Z=111) y copernicio (Cn, Z=112).
En 1984 fue nombrado jefe del nuevo proyecto del GSI, el fragmento separador, un proyecto que abre nuevos temas de investigación tales como las interacciones de iones pesados relativistas con la materia, la producción y la separación de haces nucleares exóticos y la estructura de núcleos exóticos. Dirigió el departamento de Estructura nuclear y Química nuclear de la GSI y fue profesor de física en la Universidad de Maguncia hasta que se jubiló en marzo de 2005.
Gottfried Münzenberg nació en una familia de pastores protestantes (el Pastor Heinz y Helene Münzenberg). Durante toda su vida estuvo profundamente preocupado por las implicaciones filosóficas y teológicas de la física.
Entre los premios que recibió cabe mencionar el Roentgen-Premio de la Universidad de Giessen recibido en 1983 y (junto con Sigurd Hoffmann) el premio Otto-Hahn de la ciudad de Fráncfort del Meno en 1996.